# 10538 Torode
A 10538 Torode (ideiglenes jelöléssel 1991 VP2) a Naprendszer kisbolygóövében található aszteroida. B. G. W. Manning fedezte fel 1991. november 11-én.